# Luis Bello
Pour le footballeur et entraîneur, voir Luis Belló.
Pour les articles homonymes, voir Bello (homonymie).
Œuvres principales
Viaje por las Escuelas de España
Luis Bello Trompeta, né à Alba de Tormes (Salamanque, Espagne) le 6 décembre 1872 et mort le 6 novembre 1935  à Madrid, est un écrivain, journaliste, pédagogue et homme politique espagnol.
Pédagogue proche des préoccupations intellectuelles régénérationnistes de Francisco Giner de los Ríos, il est connu pour son très grand ouvrage Viaje por las escuelas de España (1926-1929), qui compile les articles publiés dans El Sol sur les écoles que Luis Bello a visitées dans toute l'Espagne.

## Biographie

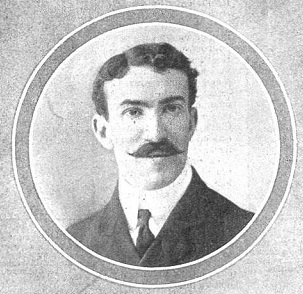
Portrait de Luis Bello, publié dans la revue Mundo Gráfico en 1913.

Luis Bello est né à Alba de Tormes (province de Salamanque, en Espagne) le 6 décembre 1872.
Avocat au buffet de José Canalejas, il commence sa vocation de journaliste en 1897 à l’Heraldo de Madrid en rédigeant des extraits des sessions du Congrès. Il va ensuite à El Imparcial puis devient rédacteur au magazine España.
Il signe la pétition pour la concession du prix Nobel de littérature à José de Echegaray.
Il fonde La Crítica et part à Paris comme correspondant. Il y écrit le livre El tributo a París.
À son retour, il reprend sa collaboration avec El Imparcial, dont il dirige Lunes de El Imparcial, ainsi qu'avec El Mundo et El Radical.
Il fonde le magazine Europa et dirige El Liberal de Bilbao, avant de rejoindre l'équipe d’El Sol. Il y réalise l'œuvre pour laquelle il est principalement reconnu : une campagne à faveur de l'école nationale. Il voyage pendant des années dans toute l'Espagne pour y visiter tout type d'école, discuter avec les professeurs, les élèves, les autorités, etc. Ses articles, qui sont le résultat de ces visites, suscite l'admiration et l'intérêt des gens pour améliorer l'enseignement. Il rassemble tous ces articles dans trois volumes. Le 23 mars 1928, Luis Araquistáin réclame, au travers des pages d’El Sol qu'un hommage national soit rendu à l'auteur ; une collecte de plus de 100 000 pesetas sont réunies puis investies pour acheter une maison à l'écrivain.
Membre de l'Action Républicaine, quand est proclamée la Seconde République espagnole, il est élu député à la Cour constituante pour la circonscription de Madrid, faisant partie de la candidature républicaine socialiste, et fait partie de la commission qui a rédigé le texte constitutionnel.
Il préside par ailleurs la Commission pour le Statut de la Catalogne. Pendant les deux ans de gouvernement de gauche, il dirige le journal républicain madrilène Luz (es) tout en continuant de collaborer pour El Sol. Après la révolution de 1934, Bello est incarcéré avec Manuel Azaña à Barcelone. Dès qu'il est relâché, il crée l'hebdomadaire Política (es), qui devient un quotidien et l'organe officieux de la Gauche républicaine.
Alors député représentant la province de Lérida, il meurt à Madrid le 6 novembre 1935.

## Œuvre
Luis Bello est un pédagogue, près des préoccupations intellectuelles régénérationnistes de Francisco Giner de los Ríos.

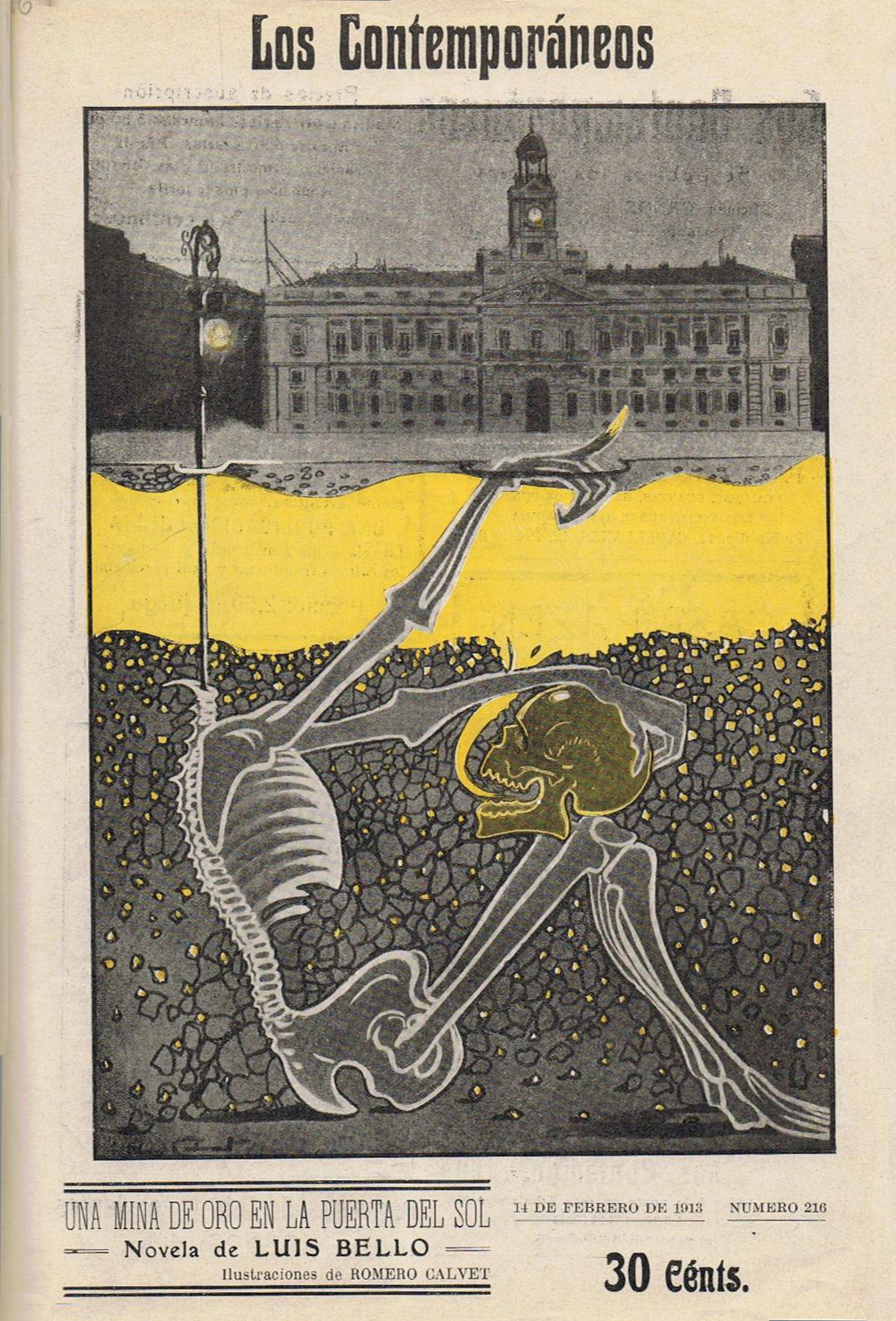
Una mina de oro en la Puerta del Sol, publiée dans la série Los Contemporáneos (no 216, 14 février 1913), avec une illustration de Rafael Romero Calvet.

Il écrit, avec un style épuré, El tributo a París, Ensayos e imaginaciones sobre Madrid (1919) — un ouvrage proche de la génération de 98 —, Una mina en la Puerta del Sol et le roman El corazón de Jesús.
Son œuvre la plus reconnue est celle des quatre volumes de son monumental Viaje por las escuelas de España (1926-1929), qui compilent les articles publiés dans El Sol. Elle contient un prologue d'Azorín qui a pour titre « Un misionero ». Non seulement il donne un aperçu sur les écoles, mais il donne aussi des nouvelles historiques artistiques des régions qu'il visite : la Sierra de Madrid, Tolède, les Asturies, Soria, l'Estrémadure, l'Andalousie et même le Portugal. Les chroniques sur la Galice ont été rassemblées en 1973, et un travail est en cours pour compiler des volumes sur la Catalogne et l'Andorre. L'auteur s'est inspiré des livres de voyage du XVIIIe siècle (Villanueva et Antonio Ponz), à la recherche de nouvelles littéraires et artistiques. Il offre une vision objective de l'Espagne réelle en opposition à l'Espagne officielle. Ainsi que l'écrit Azorín : « Un journaliste a réussi le miracle de faire que l'Espagne pense à elle-même, que les Espagnols se préoccupent davantage du transcendantal, de ce qu'il y a de plus sacré : l'avenir des intelligences infantiles. La patrie, ce sont les enfants, et Luis Bello a fait plus pour la patrie, est en train de faire plus pour l'Espagne, que ceux qui prononcent au parlement des centaines et des centaines de discours. » Les quatre tomes de cet ouvrage ont été réédités par la Junte de Castille-et-León en 2005, avec une introduction de Francisco Gallego Díaz.
Luis Bello a écrit d'autres œuvres non publiées comme Viaje a Italia y otros viajes et En el país de la calderilla. Il a traduit du français Trois contes (Tres cuentos) de Flaubert et a écrit des articles pour la revue La Esfera.

### Comme auteur
- El corazón de Jesús (1907, roman)
- Una mina de oro en la Puerta del Sol (1913, roman)
- España durante la guerra: política y acción de los alemanes (1918, essai)
- El tributo a París, Ensayos e imaginaciones sobre Madrid (1919, essai)
- (es) Luis Bello, Viaje por las escuelas de España, Junta de Castilla y León. Consejería de Cultura y Turismo (reproduction en fac-similé de la version originale publiée par Compañía Iberoamericana de Publicaciones en 1926-1929), 2005, 286 p. (ISBN 978-84-9718-353-6, lire en ligne)

### Comme traducteur
- (es) Gustave Flaubert (trad. Luis Bello), Tres cuentos : Un corazón sencillo ; la leyenda de San Julián el Hospitalario ; Herodias, Espasa Libros, 1999, 136 p. (ISBN 978-84-239-9156-3)